# Vlad Chiricheș
Vlad Iulian Chiricheș est un footballeur international roumain, né le 14 novembre 1989 à Bacău. Il évolue au poste de défenseur au FCSB.

## Carrière

### En club

#### Les débuts en Roumanie
Il fait ses débuts professionnels avec l'Internațional Curtea de Argeș (en).
Après la dissolution du club en 2010, il s'engage avec le CS Pandurii Târgu Jiu. 
La saison suivante, il s'engage avec le Steaua Bucarest, pour une somme de 700 000 euros, avec qui il remporte le championnat de Roumanie en 2013. 

#### Tottenham Hotspur (2013-2015)
Le 23 août 2013 , il est transféré à Tottenham en Premier League anglaise pour 9.5 millions d'€.
Il fait ses débuts pour Tottenham lors d’une victoire 4-0 de la Coupe de la Ligue sur Aston Villa le 24 septembre 2013.

#### SCC Naples (2015-2019)
Le 30 juillet 2015, il rejoint le SSC Naples pour 5 million d'€.
Son passage au Napoli fut ponctué par des blessures qui l'ont tenu plusieurs fois éloigné des terrains, en particulier lors de la saison 2017-2018.  

#### US Sassuolo (depuis 2019)
Le 2 septembre 2019, Chiricheş est prêté en Serie A, à Sassuolo avec une obligation d'achat de 12 millions d'euros plus bonus.

### En sélection
Il fait ses débuts avec la sélection roumaine lors des matchs des éliminatoires à l'Euro 2012, le 2 septembre 2011 lors d'un match contre le Luxembourg.
Chiricheș est choisi comme capitaine de la Roumanie par le sélectionneur Anghel Iordănescu lors de l'Euro 2016 en France.

## Palmarès

### Club

#### Steaua Bucarest
- Champion de Roumanie en 2013 et 2024
- Vainqueur de la Supercoupe de Roumanie en 2013 et 2024

#### Tottenham Hotspur
- Finaliste de la Coupe de la Ligue anglaise en 2015

#### SSC Naples
- Vice-Champion d'Italie en 2016 et 2018

### Distinctions individuelles
- Élu Footballeur roumain de l'année en 2013